# Laboissière-en-Santerre
Laboissière-en-Santerre település Franciaországban, Somme megyében. Lakosainak száma 138 fő (2022. január 1.). Laboissière-en-Santerre Faverolles, Fescamps, Grivillers, Lignières, Marquivillers és Piennes-Onvillers községekkel határos.

## Népesség
A település népességének változása:
| Lakosok száma | 157  | 162  | 156  | 150  | 144  | 142  | 140  | 143  | 138  |
|               | 2013 | 2015 | 2016 | 2017 | 2018 | 2019 | 2020 | 2021 | 2022 |